# بادينغتون 2 (فلم)
بادينغتون 2 (بالإنجليزية: Paddington 2) هو فيلم رسوم متحركة كوميدي صدرعام 2017 من إخراج باول كينغ وكتابة وسيمون فارنابي. استنادًا إلى قصص الدب بادينغتون، التي أنشأها مايكل بوند إنه تكملة لـ بادينغتون (2014) وهو إنتاج بريطاني فرنسي مشترك.

## القصة
أصبح بادينغتون، بعد أن استقر مع عائلة براون في حدائق وندسور، مشهورًا في مجتمعه، حيث يقدم الدعم العاطفي للناس بطرق مختلفة. لشراء كتاب فريد منبثق من لندن في متجر التحف الخاص بصمويل جروبر بمناسبة عيد ميلاد عمته لوسي المائة، يؤدي بادينغتون العديد من الوظائف الفردية ويحفظ راتبه، لكن الكتاب مسروق. يطارد بادينغتون، لكن اللص يهرب، ويتم تأطير بادينغتون. على الرغم من أن جروبر وبراون لا يعتقدان أن بادينغتون سرق الكتاب، مع عدم وجود دليل على وجود اللص، فقد تمت إدانة بادينغتون وإرساله إلى السجن. يعود اللص إلى البيت ويكشف أنه فينيكس بوكانان، وهو ممثل سابق مغرور يعيش بالقرب من براون.
أثناء وجوده في السجن، أقام بادينغتون صداقات مع العديد من السجناء، بما في ذلك الطاهي قصير المزاج نكلز، الذي قام بتجنيد بادينغتون، وقد أعجب بوصفة ساندويتش مربى البرتقال. يعمل براون على مسح اسم بادينغتون، ويضعون رسومات للسارق. يستخدم بوكانان الكتاب لتحديد موقع سلسلة من القرائن داخل معالم لندن الشهيرة، والتي يعتقد أنها ستكشف عن موقع كنز سري. أثناء جهودهم لإثبات براءة بادينغتون، يواجه براون عرافًا يخبرهم أن الكتاب يقودهم إلى الثروة الخفية للمؤلف الأصلي.
مع وجود بادينجتون بالداخل، أصبح السجن مكانًا أكثر حيوية، لكن بادينجتون يكافح من أجل البقاء إيجابيًا عندما لا يتمكن براون من إثبات براءته، لكن يواصل الصيد. بعد اقتناعهم بأن بوكانان هو الجاني، يبحث براون عن الكتاب المسروق داخل منزله. يجدون علية سرية حيث يتم إخفاء أزياء بوكانان المختلفة، بما في ذلك زي اللص. يعود بوكانان إلى منزله ويضطر إلى المغادرة. في هذه الأثناء، تفوت عائلة براون زيارة السجن مع بادينغتون، مما جعله يعتقد أنهم نسوه.سرعان ما ينضم بادينجتون إلى ناكلز وفيبس وسبون في فترة استراحة من السجن، حيث وعدوا بالمساعدة في إثبات براءته، لكنه تخلى عن الفكرة على الفور من أجل مغادرة البلاد، ودعا بادينغتون للانضمام إليهم. يرفض بادينغتون، وبينما يتجنب الشرطة، يستخدم هاتفًا عامًا للاتصال بـ براون، الذين يؤكدون أن بوكانان هو الجاني الحقيقي. للإمساك به، رتبوا للقاء في محطة بادينغتون، حيث من المقرر أن يغادر قطار كرنفال يحمل الموقع المفترض للثروة المخفية قريبًا.يصل بادينجتون إلى المحطة متنكرا في هيئة صندوق قمامة لتجنب الشرطة، وركوب القطار كما يغادر. يتابع براون على القطار البخاري القديم ‏ على المنصة المقابلة. عندما تم القبض على هنري وجودي والسيدة. يركب بيرد القطار الآخر ويواجه بوكانان، الذي يربكهم وينجح في هروبه الأول. تُرك بادينجتون عالقًا في عربة القطار الخلفية، حيث يقطع اقتران بوكانان، مما يتركه يتحطم في نهر قريب. تحاول ماري إنقاذ بادينغتون لكنها تكافح لفتح العربة المقفلة؛ وسرعان ما ساعدها نكلز والسجناء الآخرون، الذين غيروا موقفهم وقرروا مساعدة بادينجتون كما وعدوا. في النهاية، قام هنري بضرب بوكانان تمامًا بينما كان يحاول الوصول إلى ما يسمى بالكنز، وتم القبض على بوكانان.
أصبح بادينجتون، الذي تم إعلان براءته الآن، مريضًا جدًا بعد الأحداث، حيث دخل في غيبوبة لمدة ثلاثة أيام واستيقظ في عيد ميلاد لوسي. يشعر بادينجتون بخيبة أمل لأنه لا يستطيع إعطاء لوسي الكتاب، الذي تم اعتباره كدليل، لكنه سرعان ما اكتشف براون، بمساعدة العديد من الأشخاص الآخرين في الحي، تأكدوا من أن لوسي يمكن أن تأتي إلى لندن وتراها بنفسها. عند الرد على الباب لها، اندفع بادينغتون واحتضنها، متمنياً لها عيد ميلاد سعيد.خلال الاعتمادات، يتم العفو عن ناكلز وفيبس وسبون. تم العثور على بوكانان مذنب وحكم عليه بالسجن لمدة 10 سنوات. بعد ستة أشهر، تبين أنه يضع تجربته كفنان في الاستخدام بشكل أكبر، ويستضيف العروض للنزلاء ويوفر الترفيه في جميع أنحاء المبنى.

## طاقم التمثيل
الممثلين الرئيسيين
- هيو بونفيل في دور هنري براون، زوج ماري وجودي ووالد جوناثان
- سالي هوكينز في دور ماري براون، زوجة هنري ووالدة جودي وجوناثان
- هيو غرانت في دور فينيكس بوكانان، الممثل النرجسي والنجم السابق لمسرح ويست إند، تحول إلى عمل إعلانات عن طعام الكلاب.
- برندان غليسون في دور ناكلز ماكجينتي، وهو تكسير آمن سريع الغضب وطباخ سجن
- مادلين هاريس في دور جودي براون وابنة ماري وهنري وأخت جوناثان
- صموئيل جوسلين في دور جوناثان براون، ابن ماري وهنري وشقيق جودي
- جولي والترز في دور السيدة. بيرد، مدبرة منزل عائلة براون
- جيم برودبنت بدور صامويل جروبر، صاحب متجر عتيق وصديق لبراونز
- بيتر كابالدي مثل السيد كاري، جار براون المشغول الذي يحتقر بادينغتون

ممثلين الأصوات
- بن ويشاو في دور بادينغتون براون، ولوسي وابن شقيق باستوزو بالتبني
- إيميلدا ستونتون بدور العمة لوسي، عمة بادينغتون بالتبني
- مايكل جامبون في دور العم باستوزو، عم بادينغتون بالتبني

بقية الممثلين
- جوانا لوملي بدور فيليسيتي فانشو، وكيل فينيكس
- إيلين أتكينز في دور مدام كوزلوفا، عرافة في المعرض
- بن ميلر في دور العقيد لانكستر
- سيمون فارنابي في دور باري حارس الأمن
- جيسيكا هاينز في دور ملكة جمال كيتس، بائع جرائد
- نوح تايلور مثل فيبس، نزيل كان ناقد مطعم سابق
- آرون نيل في دور ملعقة، نزيل
- توم ديفيس في دور تي بون، نزيل
- توم كونتي في دور القاضي جيرالد بيغليسويد، القاضي الذي يترأس محاكمة بادينغتون، بعد أن كان ضحية قصة شعر فاشلة من قبل بادينغتون.
- سانجيف بهاسكار في دور دكتور جفري
- ماري فرانس ألفاريز في دور مادموزيل دوبوا
- ماجي ستيد بدور السيدة. جيرترود بيغليسويد، زوجة جيرالد بيغليسويد
- ريتشارد أيواد محققًا في الطب الشرعي
- ميرا سيال كمدع عام
- إنزو سكويلينو جونيور في دور السيد جوزيبي، الحلاق
- جيمي ديميتريو في دور الأستاذ، نزيل

## الأنتاج
في أبريل 2015، أكد ديفيد هيمان، منتج فيلم بادينغتون (2014)، أن هناك تكملة قيد التطوير. كما أُعلن أن بول كينغ سيعود إلى الإخراج، ويشارك في كتابة السيناريو مع سيمون فارنابي. أنتج هيمان فيلم هاي دي افلام وأستديوهات كانال الفيلم، مما جعله إنتاجًا مشتركًا بريطانيًا فرنسيًا. بحلول أكتوبر 2016، كان معظم أعضاء فريق بادينغتون  - هيو بونفيل، سالي هوكينز، جولي والترز، جيم برودبنت، بيتر كابالدي، مادلين هاريس، صامويل جوسلين، بن ويشاو وإيميلدا ستونتون - تم تأكيد عودتهم للتتمة، مع هيو جرانت وبريندان جليسون.
بدأ التصوير الرئيسي في 18 أكتوبر 2016.  تم تصوير العديد من التصميمات الداخلية المحلية على مراحل في مجموعة باينوود المحدودة ووارنر برذرز. ولكن المنتجون أيضًا في مواقع رئيسية في وسط لندن مثل تاور بريدج وكاتدرائية سانت بول. صرح جونا كومبس، المشرف على الموقع في كل من بادينغتون والتكملة، «كنا نبحث عن المواقع التي احتفلت بلندن وقدمت نوع النطاق السينمائي الذي كنا نبحث عنه». قدم فرامستور التأثيرات المرئية للفيلم،  بما في ذلك تسلسل الكتاب المنبثق التفصيلي. في 7 فبراير 2017، ظهر التصوير في سلسلة سي بي بي سي الوثائقية في جميع أنحاء مكان العمل. تم التصوير في ليتل فينيس بلندن لمدة ثلاثة أيام،  وأيضًا في سجن شيبتون ماليت ‏  ومتنزه نيبورث. انتهى التصوير الرئيسي في 27 يونيو 2017. توفي مايكل بوند، مؤلف فيلم الدب بادينغتون ، في نفس اليوم، وكان الفيلم مخصصًا له.

## العرض الأول
تم عرض بادينغتون 2 لأول مرة في العالم في لندن في 5 نوفمبر 2017، وتم عرضه في المملكة المتحدة في 10 نوفمبر. تم إصداره في 6 ديسمبر في فرنسا، و 7 ديسمبر في ألمانيا، و 21 ديسمبر في أستراليا ونيوزيلندا، و 12 يناير 2018 في الولايات المتحدة. قام أستديو كانال بتوزيع الفيلم في المملكة المتحدة وفرنسا وألمانيا وأستراليا ونيوزيلندا.
وسائط المنزل
تم إصدار بادينغتون 2 على منصة البث المباشر برايم فيديو في 5 مارس 2018. تم إصدار الفيلم في المملكة المتحدة على بلو راي ودي في دي ودقة عرض 4 كيلو بكسل في 12 مارس 2018. تم إصدار الفيلم على بلو راي ودي في دي في الولايات المتحدة في 24 أبريل 2018 من شركة وارنر برذرز. الترفيه المنزلي.

## الأستقبال
شباك التذاكر
حقق بادينغتون 2 إجمالي 40.9 مليون دولار في الولايات المتحدة وكندا، و 186.4 مليون دولار في بلدان أخرى (بما في ذلك 59.4 مليون دولار في المملكة المتحدة)، ليصبح المجموع العالمي 227.3 مليون دولار. في أول عطلة نهاية أسبوع له في المملكة المتحدة، حقق الفيلم 10.9 مليون دولار (8.3 مليون جنيه إسترليني)، أكثر من الفيلم الأول (8/6 ملايين جنيه إسترليني)، ليصبح فيلم أستوديو كانال الأعلى ربحًا في نهاية الأسبوع في المملكة المتحدة حتى الآن. في عطلة نهاية الأسبوع الثانية، انخفض الفيلم بنسبة 20 ٪ وحقق 8.8 مليون دولار أخرى (6.6 مليون جنيه إسترليني).
في الولايات المتحدة وكندا، تم إصدار بادينغتون 2 جنبًا إلى جنب مع افتتاح فيلمين الراكب و ماري الفخورة ، بالإضافة إلى التوسع الواسع لـ ذا بوست ، وكان من المتوقع أن يصل إلى إجمالي 15-17 مليون دولار من 3702 مسارح في عطلة نهاية الأسبوع الافتتاحية. حققت 2.4 مليون دولار في أول يوم لها و 11 مليون دولار خلال عطلة نهاية الأسبوع (بما في ذلك 15 مليون دولار على مدى أربعة أيام عطلة نهاية الأسبوع لمارتن لوثر كينغ جونيور)، وانتهت في المركز السابع في شباك التذاكر، وسجلت انخفاضًا بنسبة 50٪ تقريبًا عن افتتاح الفيلم الأول. لقد حققت 8 ملايين دولار في عطلة نهاية الأسبوع الثانية، وانخفضت بنسبة 27 ٪ وحلت في المركز السادس.

## تقييمات الفيلم
في مجمّع المراجعة روتن توميتوز، حصل بادينغتون 2 على نسبة موافقة تبلغ 100٪ بناءً على 243 تقييمًا بمتوسط تقييم 8.80 / 10. يقرأ الإجماع النقدي للموقع، «يكرم بادينغتون 2 إرث نجمه الثري مع تكملة لطيفة تتطابق صورها الرائعة مع قصة متوازنة تمامًا بين أجرة الأسرة الحارة والمغامرة الممتعة لجميع الأعمار.»  في 18 كانون الثاني (يناير) 2018، أصبح الفيلم الأكثر مشاهدة على الإطلاق ليبقى بنسبة 100 ٪ على الموقع، مع 164 تقييمًا إيجابيًا، متغلبًا على حكاية لعبة 2، الذي حصل على 163 تقييمًا إيجابيًا في ذلك الوقت. كانت ليدي بيرد قد حطمت الرقم القياسي سابقًا في نوفمبر الماضي، لكنها سجلت مراجعة سلبية في 196. في ميتاكريتيك، مجمع مراجعة آخر، حصل الفيلم على متوسط مرجح قدره 88 من أصل 100 بناءً على 38 نقادًا، مما يشير إلى «الإشادة العالمية». وفقًا لناشر معلومات الترفيه الفرنسي ألأو سيني، حصل الفيلم على متوسط درجات 4.0 / 5 بناءً على 22 نقادًا. الجماهير التي استطلعت آراءها سينماسكور أعطت الفيلم متوسط درجة "A" على مقياس A + إلى F ، وهي نفس الدرجة التي حصل عليها الفيلم السابق.
كتبت ليزلي فيلبرين من هوليوود ريبورتر ، «لن ينقذ بادينغتون 2 العالم، للأسف، لكن وجوده يجعل كل شيء أفضل قليلاً وأكثر احتمالاً.»  كتب جاي لودج أوف فاريتي ، «آخر ترفيه عائلي قريب من الكمال، يكرم الروح المريحة التي يمكن فعلها لقصص مايكل بوند بينما ينقلها بسلاسة إلى لندن الصاخبة والمتنوعة في القرن الحادي والعشرين - مع وجود مساحة لبعض النصوص الفرعية الخفيفة المضادة لخروج بريطانيا من الاتحاد الأوروبي للإقلاع.»  كتب بيتر برادشو من صحيفة الجارديان ، «الفيلم يُعرض بسهولة لا مبالاة وخفة اللمس لكل من الأطفال والبالغين دون أي تغيرات واعية في السخرية أو النغمة: إنه مرح مع نكهة الحمضيات من مربى البرتقال ذات الجودة العالية.»  في عام 2019، صنفت صحيفة ذا كاردن فيلم بادينغتون 2 كأفضل فيلم 69 في القرن الحادي والعشرين.
الجوائز
| جوائز                 | تاريخ الحفل   | الفئة                           | النتيجة |
| --------------------- | ------------- | ------------------------------- | ------- |
| جوائز توميتوز الذهبية | 11 يناير 2019 | أفضل فيلم 2018: المملكة المتحدة | فوز     |
| جوائز توميتوز الذهبية | 11 يناير 2019 | أفضل فيلم للأطفال والعائلة      | فوز     |

## التكهنات حول الجزء ثالث للفيلم
في يونيو 2016، صرح الرئيس التنفيذي لشركة أستوديو كانال، ديدييه لوبفر، أن الاستوديو كان ملتزمًا بصنع فيلم بادينغتون ثالث. في نوفمبر 2017، أخبر ديفيد هيمان ديجيتال سباي أنه على الرغم من عدم تطوير سيناريو فيلم ثالث، فقد بدأت بالفعل المناقشات حول المواقع والأفكار والمشاهد. في نوفمبر 2018، أشار هيمان إلى أنه من المحتمل أن يحدث فيلم ثالث ، لكن بول كينج لن يعود إلى الإخراج، على الرغم من أنه سيظل يشارك في قدرة إبداعية بارزة.

## روابط خارجية
- مقالات تستعمل روابط فنية بلا صلة مع ويكي بيانات